# 唐沢山神社
唐沢山神社（からさわやまじんじゃ）は、栃木県佐野市の唐沢山山頂にある神社。藤原秀郷を祀る。旧社格は別格官幣社。

## 概要
祭神の藤原秀郷は俵藤太（田原藤太）の別名でも知られ、下野国押領使として唐沢山に唐沢山城を築城し、秀郷の子孫の佐野氏が居城した。秀郷は平将門の乱を鎮圧して鎮守府将軍となったことから忠皇の臣とされ、秀郷の後裔や佐野氏の旧臣らが中心となって秀郷を祀る神社の創建が始められ、明治16年（1883年）、唐沢山城の本丸跡地に創建・鎮座された。明治23年（1890年）に別格官幣社に列格した。
当社より西2kmの佐野市新吉水町にある秀郷の墓所は、飛地境内となっている。
- 明治22年（1889年）10月13日、英照皇太后が行啓[1]。
- 明治25年（1892年）、小松宮彰仁親王が御成り[1]。
- 明治26年（1893年）10月17日、皇太子嘉仁親王（後の大正天皇）が行啓[1]。
- 大正9年（1920年）11月17日、山階宮家の芳麿王、竹田宮恒徳王、久邇宮家の邦英王、北白川宮家の永久王、伏見宮家の博英王、朝香宮家の孚彦王、正彦王が御成り[2]。
- 大正11年（1922年）11月14日、閑院宮家の定子女王（寛子女王のことか）、伏見宮家の敦子女王、知子女王、閑院宮家の華子女王、梨本宮家の規子女王、北白川宮家の美年子女王、佐和子女王、朝香宮家の紀久子女王が御成り[2]。カエデ8本をお手植え[2]。

## 文化財

### 重要文化財
- 甲冑金具（号 避来矢）一括[3]

### その他
- 龍綺の兜（佐野房綱ゆかりの兜、市指定文化財）

## 関連図書
- 唐沢山神社々務所『唐沢山神社誌』1936年。
- 二六興信所編纂　山田米吉編『勤王事蹟別格官幣社精史』86〜87頁　二六興信所　1935年（国立国会図書館デジタルコレクション）

- 安津素彦・梅田義彦編集兼監修者『神道辞典』神社新報社、1968年、22頁
- 白井永二・土岐昌訓編集『神社辞典』東京堂出版、1979年、108-109頁

## 参照資料・外部リンク
- 公式サイト
- 避来矢の鎧